# Monoécie

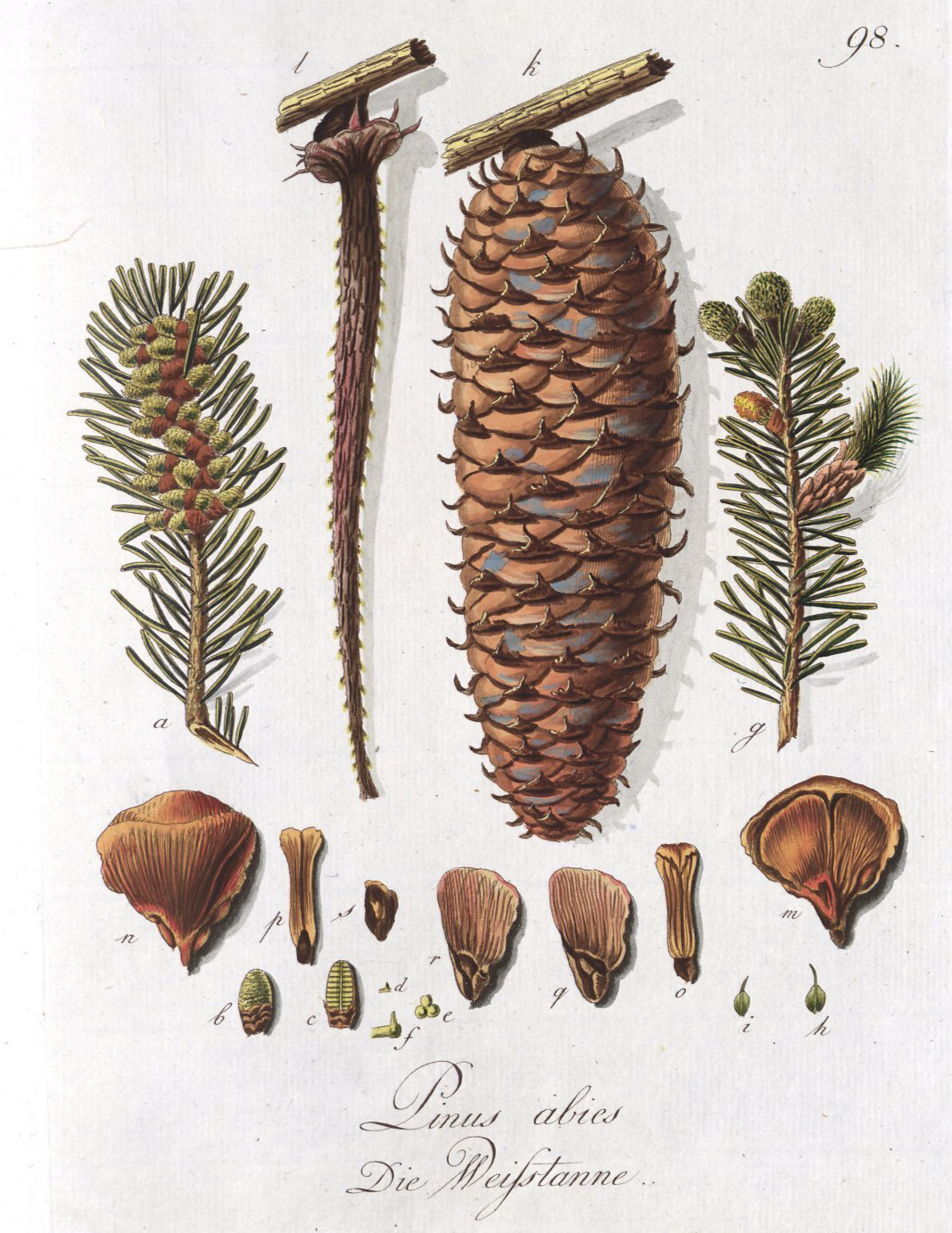
Cônes mâles (a), cônes femelles immatures (g) et cône femelle (k) de sapin blanc (Abies alba).

La monoécie (par opposition à diécie) caractérise une plante, dite  monoïque, qui possède des cônes ou des fleurs mâles et femelles en des endroits différents d'un même pied.
Variante : l'hermaphrodisme monoïque, avec combinaison des fonctions reproductrices des deux sexes en une seule fleur. Pour éviter l'auto-fertilisation, de nombreux organismes hermaphrodites font de la protandrie, c'est-à-dire que les anthères mûrissent avant les ovules de la même fleur.
Attention, la traduction en anglais est monoecious, et non monoicous, qui a une signification différente se rapportant aux gamétophytes des bryophytes.

## Variantes
Toutes ces variantes sont dites de type monomorphique.
- Monoïque stricte : Femelles et mâles dans des fleurs différentes d'un même pied ;
- Hermaphrodite : Organes femelles et mâles dans la même fleur ;
- Gynomonoïque : Fleurs hermaphrodites et fleurs uniquement femelles sur le même pied ;
- Andromonoïque : Fleurs hermaphrodites et fleurs uniquement mâles sur le même pied ;
- Polygame : Fleurs hermaphrodites, fleurs uniquement femelles et fleurs uniquement mâles sur le même pied[1].

## Avantages et inconvénients
La monoécie présente l'avantage d'une multiplication plus facile, puisqu'elle peut s'opérer entre deux sujets quelconques, géographiquement proches, ou au sein d'un même sujet, s'il relève d'une espèce comportant des fleurs mâles et des fleurs femelles sur un même plant.
Toutefois, elle crée un risque d'appauvrissement du patrimoine génétique, si la multiplication a lieu répétitivement au sein d'une population limitée.
À l'inverse de la monoécie, la diécie présente l'inconvénient d'une multiplication plus difficile, puisqu'elle requiert obligatoirement un contact entre deux sujets de sexe différent, éventuellement éloignés. En revanche, elle a l'avantage de favoriser la diversification du patrimoine génétique. Ces avantages/inconvénients expliquent que la majorité des plantes à fleurs sont hermaphrodites : seules 6 % des espèces sont dioïques et 7 % sont monoïques.
Bien qu'on observe la diécie sur des plantes très anciennes comme le Ginkgo biloba et le Cycas revoluta, on ne peut pas dire qu'il s'agisse d'une propriété archaïque, car on peut l'observer sur au moins quelques espèces plus récentes de plantes à fleurs.